# Bogna Koreng
Bogna Koreng (obersorbisch Bogna Korjeńkowa; * 1965 in Bautzen) ist eine sorbische Journalistin und Moderatorin.
Bogna Koreng wuchs zweisprachig in Radibor auf. Nach dem Abitur nahm sie ein Germanistikstudium auf. Danach arbeitete sie zwei Jahre als Lehrerin und Chorleiterin an der Sorbischen Erweiterten Oberschule (heutiges Sorbisches Gymnasium) in Bautzen. Ihre Laufbahn beim sorbischen Rundfunk begann 1992, als sie dort als freie Mitarbeiterin mitwirkte. Seit 2001 ist sie Moderatorin der obersorbischen Fernsehsendung Wuhladko, zusätzlich ist sie seit 2003 Studioleiterin des MDR in Bautzen.
Im Jahr 2003 bekam die Sendung beim internationalen Radio- und Fernsehfestival nationaler Minderheiten, an dem sich mehr als 60 europäische Volksgruppen beteiligten, den 3. Preis verliehen, welcher Bogna Koreng übergeben wurde.
Heute lebt Koreng mit ihrer Familie in Panschwitz-Kuckau. Sie war in der Wahlperiode 2015–2019 Mitglied des Stiftungsrates der Stiftung für das sorbische Volk.